# طواف تايوان 2018
طواف تايوان 2018 (بالفرنسية: Tour de Taïwan 2018)‏ هو سباق دراجات هوائية، وهو الموسم رقم 16 من السباق، وأقيم خلال الفترة 11 مارس 2018، وحتى 15 مارس 2018، وامتدّ لمسافة 718.9 كيلومتر، وهو أحد سباقات طواف آسيا للدراجات 2018، وقد شارك في السباق 112 متسابقاً ووصل إلى نهايته 100 متسابقاً.
فاز فيه بالمركز الأول يوكيا أراشيرو، وبالمركز الثاني جوناثان كلارك، وبالمركز الثالث جيمي يانسون، والفريق الفائز في ترتيب الفرق Cibel-Cebon 2018.

## الفرق
| فرق قارية محترفة (4)- نيبو-فيني فانتيني-يوربا أوفيني 2018 ‏ - Israel Cycling Academy - UnitedHealthcare Pro Cycling (men's team) ‏ - ويلير تريستينا-سيل إيطاليا 2018 ‏ فرق قارية (10)- Team Metalced ‏ - Bennelong SwissWellness Cycling Team p/b Cervelo ‏ - Team Illuminate (men's team) ‏ - أدفاريكس هرينكو سيلينج ‏ - JCL Team Ukyo ‏ - Elevate–Webiplex Pro Cycling ‏ - تيم سابورا سايكلنج ‏ - HKSI Pro Cycling Team ‏ - مايو سي سي إن برو سايكلنج ‏ - RTS–Monton Racing Team ‏ فرق وطنية (5)- 2018 فريق اليابان لركوب الدراجات للرجال‏ - فريق جنوب أفريقيا لركوب الدراجات للرجال‏ - فريق تايوان لركوب الدراجات للرجال 2018‏ - منتخب تايلاند الوطني لسباق الدراجات على الطريق للرجال 2018‏ - منتخب كوريا الجنوبية الوطني لسباق الدراجات على الطريق للرجال‏ |  |
| |  |

## المراحل
| قائمة المراحل | قائمة المراحل | قائمة المراحل                            | قائمة المراحل      | قائمة المراحل | قائمة المراحل          | قائمة المراحل          |
| المرحلة       | التاريخ       | الدورة                                   |                    | المسافة (كم)  | الفائز بالمرحلة        | القائد العام           |
| ------------- | ------------- | ---------------------------------------- | ------------------ | ------------- | ---------------------- | ---------------------- |
| 1             | 11 مارس       | Taipei City Hall ‏ – Taipei City Hall ‏    | مرحلة مستوية       | 83٫2          | هاياتو أوكاموتو (دراج) | هاياتو أوكاموتو (دراج) |
| 2             | 12 مارس       | تاويون – Jiaobanshan Park ‏               | مرحلة جبلية متوسطة | 120           | Robbie Hucker ‏         | Robbie Hucker ‏         |
| 3             | 13 مارس       | Hsinchu HSR station ‏ – Shigang District ‏ | مرحلة جبلية متوسطة | 156٫3         | ادوين أفيلا            | جوناثان كلارك          |
| 4             | 14 مارس       | Nantou City ‏ – Xiangshan, Taipei ‏        | مرحلة جبلية        | 166٫6         | كاميرون بايلي          | يوكيا أراشيرو          |
| 5             | 15 مارس       | Pingtung City ‏ – Dapeng Bay ‏             | مرحلة مستوية       | 192٫8         | لوكا باسيوني           | يوكيا أراشيرو          |

## النتيجة

### مرحلة 1
هي مرحلة مسطحة، أجريت في 11 مارس 2018 فاز بالمرحلة هاياتو أوكاموتو (دراج)، ومتصدر الترتيب العام في نهاية المرحلة هاياتو أوكاموتو (دراج).
| التصنيف العام | التصنيف العام          | التصنيف العام  | التصنيف العام              | التصنيف العام     |        |
| الدراج        | الدراج                 | البلد          | الفريق                     | الوقت             | السرعة |
| ------------- | ---------------------- | -------------- | -------------------------- | ----------------- | ------ |
| 1.            | هاياتو أوكاموتو (دراج) | اليابان        | اليابان                    | 1 س 48 دقيقة 45 ث |        |
| 2.            | Mario Vogt ‏            | ألمانيا        | Sapura                     | + 2 ث             |        |
| 3.            | Simon Pellaud ‏         | سويسرا         | Illuminate                 | + 3 ث             |        |
| 4.            | Seo Joon-yong ‏         | كوريا الجنوبية | كوريا الجنوبية             | + 4 ث             |        |
| 5.            | ريمون كريدر            | هولندا         | Ukyo                       | + 6 ث             |        |
| 6.            | LU Shao Hsuan ‏         | تايوان         | تايوان                     | + 7 ث             |        |
| 7.            | Rei Onodera ‏           | اليابان        | اليابان                    | + 10 ث            |        |
| 8.            | ادوين أفيلا            | كولومبيا       | Israel Cycling Academy     | + 10 ث            |        |
| 9.            | لوكا باسيوني           | إيطاليا        | ويلير تريستينا-سيل إيطاليا | + 10 ث            |        |
| 10.           | Roy Eefting ‏           | هولندا         | Memil                      | + 10 ث            |        |

### مرحلة 2
هي مرحلة جبلية متوسطة، أجريت في 12 مارس 2018 فاز بالمرحلة Robbie Hucker ‏، ومتصدر الترتيب العام في نهاية المرحلة Robbie Hucker ‏.
| التصنيف العام | التصنيف العام     | التصنيف العام    | التصنيف العام                   | التصنيف العام     |        |
| الدراج        | الدراج            | البلد            | الفريق                          | الوقت             | السرعة |
| ------------- | ----------------- | ---------------- | ------------------------------- | ----------------- | ------ |
| 1.            | Robbie Hucker ‏    | أستراليا         | Ukyo                            | 4 س 42 دقيقة 31 ث |        |
| 2.            | Choe Hyeong-min ‏  | كوريا الجنوبية   | كوريا الجنوبية                  | + 4 ث             |        |
| 3.            | جوناثان كلارك     | أستراليا         | UnitedHealthcare                | + 6 ث             |        |
| 4.            | Lennert Teugels ‏  | بلجيكا           | Cibel-Cebon                     | + 9 ث             |        |
| 5.            | Connor Brown ‏     | الولايات المتحدة | Illuminate                      | + 10 ث            |        |
| 6.            | يوكيا أراشيرو     | اليابان          | اليابان                         | + 10 ث            |        |
| 7.            | Félix Barón ‏      | كولومبيا         | Illuminate                      | + 10 ث            |        |
| 8.            | جيمي يانسون       | بلجيكا           | Cibel-Cebon                     | + 10 ث            |        |
| 9.            | كريس هاربر (دراج) | أستراليا         | Bennelong-SwissWellness-Cervélo | + 10 ث            |        |
| 10.           | Luis Lemus ‏       | المكسيك          | Israel Cycling Academy          | + 10 ث            |        |

### مرحلة 3
هي مرحلة جبلية متوسطة، أجريت في 13 مارس 2018 فاز بالمرحلة ادوين أفيلا، ومتصدر الترتيب العام في نهاية المرحلة جوناثان كلارك.
| التصنيف العام | التصنيف العام          | التصنيف العام | التصنيف العام                   | التصنيف العام     |        |
| الدراج        | الدراج                 | البلد         | الفريق                          | الوقت             | السرعة |
| ------------- | ---------------------- | ------------- | ------------------------------- | ----------------- | ------ |
| 1.            | جوناثان كلارك          | أستراليا      | UnitedHealthcare                | 8 س 32 دقيقة 06 ث |        |
| 2.            | يوكيا أراشيرو          | اليابان       | اليابان                         | + 2 ث             |        |
| 3.            | جيمي يانسون            | بلجيكا        | Cibel-Cebon                     | + 11 ث            |        |
| 4.            | ادوين أفيلا            | كولومبيا      | Israel Cycling Academy          | + 29 ث            |        |
| 5.            | Markus Freiberger ‏     | النمسا        | Hrinkow Advarics Cycleang       | + 35 ث            |        |
| 6.            | Eder Frayre ‏           | المكسيك       | Elevate-KHS Pro Cycling         | + 39 ث            |        |
| 7.            | Hideto Nakane ‏         | اليابان       | Nippo-Vini Fantini-Europa Ovini | + 39 ث            |        |
| 8.            | Sebastian Schönberger ‏ | النمسا        | Hrinkow Advarics Cycleang       | + 39 ث            |        |
| 9.            | جايسون ليا             | أستراليا      | Bennelong-SwissWellness-Cervélo | + 39 ث            |        |
| 10.           | Alex Turrin ‏           | إيطاليا       | ويلير تريستينا-سيل إيطاليا      | + 39 ث            |        |

### مرحلة 4
هي مرحلة جبلية، أجريت في 14 مارس 2018 فاز بالمرحلة كاميرون بايلي، ومتصدر الترتيب العام في نهاية المرحلة يوكيا أراشيرو.
| التصنيف العام | التصنيف العام      | التصنيف العام | التصنيف العام                   | التصنيف العام      |        |
| الدراج        | الدراج             | البلد         | الفريق                          | الوقت              | السرعة |
| ------------- | ------------------ | ------------- | ------------------------------- | ------------------ | ------ |
| 1.            | يوكيا أراشيرو      | اليابان       | اليابان                         | 12 س 31 دقيقة 26 ث |        |
| 2.            | جوناثان كلارك      | أستراليا      | UnitedHealthcare                | + 2 ث              |        |
| 3.            | جيمي يانسون        | بلجيكا        | Cibel-Cebon                     | + 13 ث             |        |
| 4.            | ادوين أفيلا        | كولومبيا      | Israel Cycling Academy          | + 31 ث             |        |
| 5.            | Markus Freiberger ‏ | النمسا        | Hrinkow Advarics Cycleang       | + 37 ث             |        |
| 6.            | Eder Frayre ‏       | المكسيك       | Elevate-KHS Pro Cycling         | + 41 ث             |        |
| 7.            | Hideto Nakane ‏     | اليابان       | Nippo-Vini Fantini-Europa Ovini | + 41 ث             |        |
| 8.            | Alex Turrin ‏       | إيطاليا       | ويلير تريستينا-سيل إيطاليا      | + 41 ث             |        |
| 9.            | جايسون ليا         | أستراليا      | Bennelong-SwissWellness-Cervélo | + 41 ث             |        |
| 10.           | جياني مارشان       | بلجيكا        | Cibel-Cebon                     | + 41 ث             |        |

### مرحلة 5
هي مرحلة مسطحة، أجريت في 15 مارس 2018 فاز بالمرحلة لوكا باسيوني، ومتصدر الترتيب العام في نهاية المرحلة يوكيا أراشيرو.
| التصنيف العام | التصنيف العام      | التصنيف العام | التصنيف العام                   | التصنيف العام      |        |
| الدراج        | الدراج             | البلد         | الفريق                          | الوقت              | السرعة |
| ------------- | ------------------ | ------------- | ------------------------------- | ------------------ | ------ |
| 1.            | يوكيا أراشيرو      | اليابان       | اليابان                         | 16 س 50 دقيقة 18 ث |        |
| 2.            | جوناثان كلارك      | أستراليا      | UnitedHealthcare                | + 2 ث              |        |
| 3.            | جيمي يانسون        | بلجيكا        | Cibel-Cebon                     | + 13 ث             |        |
| 4.            | ادوين أفيلا        | كولومبيا      | Israel Cycling Academy          | + 31 ث             |        |
| 5.            | Markus Freiberger ‏ | النمسا        | Hrinkow Advarics Cycleang       | + 37 ث             |        |
| 6.            | Eder Frayre ‏       | المكسيك       | Elevate-KHS Pro Cycling         | + 41 ث             |        |
| 7.            | جايسون ليا         | أستراليا      | Bennelong-SwissWellness-Cervélo | + 41 ث             |        |
| 8.            | Hideto Nakane ‏     | اليابان       | Nippo-Vini Fantini-Europa Ovini | + 41 ث             |        |
| 9.            | Alex Turrin ‏       | إيطاليا       | ويلير تريستينا-سيل إيطاليا      | + 41 ث             |        |
| 10.           | جياني مارشان       | بلجيكا        | Cibel-Cebon                     | + 41 ث             |        |

## التصنيف العام النهائي
| التصنيف العام | التصنيف العام      | التصنيف العام | التصنيف العام                   | التصنيف العام      |        |
| الدراج        | الدراج             | البلد         | الفريق                          | الوقت              | السرعة |
| ------------- | ------------------ | ------------- | ------------------------------- | ------------------ | ------ |
| 1.            | يوكيا أراشيرو      | اليابان       | اليابان                         | 16 س 50 دقيقة 18 ث |        |
| 2.            | جوناثان كلارك      | أستراليا      | UnitedHealthcare                | + 2 ث              |        |
| 3.            | جيمي يانسون        | بلجيكا        | Cibel-Cebon                     | + 13 ث             |        |
| 4.            | ادوين أفيلا        | كولومبيا      | Israel Cycling Academy          | + 31 ث             |        |
| 5.            | Markus Freiberger ‏ | النمسا        | Hrinkow Advarics Cycleang       | + 37 ث             |        |
| 6.            | Eder Frayre ‏       | المكسيك       | Elevate-KHS Pro Cycling         | + 41 ث             |        |
| 7.            | جايسون ليا         | أستراليا      | Bennelong-SwissWellness-Cervélo | + 41 ث             |        |
| 8.            | Hideto Nakane ‏     | اليابان       | Nippo-Vini Fantini-Europa Ovini | + 41 ث             |        |
| 9.            | Alex Turrin ‏       | إيطاليا       | ويلير تريستينا-سيل إيطاليا      | + 41 ث             |        |
| 10.           | جياني مارشان       | بلجيكا        | Cibel-Cebon                     | + 41 ث             |        |

### تصنيف النقاط
| تصنيف النقاط | تصنيف النقاط           | تصنيف النقاط   | تصنيف النقاط                    | تصنيف النقاط |        |
| الدراج       | الدراج                 | البلد          | الفريق                          | النقاط       | السرعة |
| ------------ | ---------------------- | -------------- | ------------------------------- | ------------ | ------ |
| 1.           | ادوين أفيلا            | كولومبيا       | Israel Cycling Academy          | 38 نقطة      |        |
| 2.           | يوكيا أراشيرو          | اليابان        | اليابان                         | 28 نقطة      |        |
| 3.           | Seo Joon-yong ‏         | كوريا الجنوبية | KSPO-Bianchi Asia               | 28 نقطة      |        |
| 4.           | ريمون كريدر            | هولندا         | Ukyo                            | 26 نقطة      |        |
| 5.           | لوكا باسيوني           | إيطاليا        | ويلير تريستينا-سيل إيطاليا      | 25 نقطة      |        |
| 6.           | Eder Frayre ‏           | المكسيك        | Elevate-KHS Pro Cycling         | 20 نقطة      |        |
| 7.           | جوناثان كلارك          | أستراليا       | UnitedHealthcare                | 19 نقطة      |        |
| 8.           | Alex Turrin ‏           | إيطاليا        | ويلير تريستينا-سيل إيطاليا      | 19 نقطة      |        |
| 9.           | كاميرون بايلي          | أستراليا       | Bennelong-SwissWellness-Cervélo | 15 نقطة      |        |
| 10.          | هاياتو أوكاموتو (دراج) | اليابان        | Aisan Racing                    | 15 نقطة      |        |

### تصنيف الجبال
| تصنيف الجبال | تصنيف الجبال     | تصنيف الجبال   | تصنيف الجبال              | تصنيف الجبال |        |
| الدراج       | الدراج           | البلد          | الفريق                    | الوقت        | السرعة |
| ------------ | ---------------- | -------------- | ------------------------- | ------------ | ------ |
| 1.           | جيمي يانسون      | بلجيكا         | Cibel-Cebon               | 34 نقطة      |        |
| 2.           | Choe Hyeong-min ‏ | كوريا الجنوبية | Geumsan Insam Cello       | 32 نقطة      |        |
| 3.           | Félix Barón ‏     | كولومبيا       | Illuminate                | 29 نقطة      |        |
| 4.           | Robbie Hucker ‏   | أستراليا       | Ukyo                      | 21 نقطة      |        |
| 5.           | Lennert Teugels ‏ | بلجيكا         | Cibel-Cebon               | 16 نقطة      |        |
| 6.           | Seo Joon-yong ‏   | كوريا الجنوبية | KSPO-Bianchi Asia         | 15 نقطة      |        |
| 7.           | ادوين أفيلا      | كولومبيا       | Israel Cycling Academy    | 13 نقطة      |        |
| 8.           | يوكيا أراشيرو    | اليابان        | اليابان                   | 12 نقطة      |        |
| 9.           | Patrick Bosman ‏  | النمسا         | Hrinkow Advarics Cycleang | 12 نقطة      |        |
| 10.          | جوناثان كلارك    | أستراليا       | UnitedHealthcare          | 11 نقطة      |        |

## تصنيف الفرق

### الفرق حسب الوقت
| تصنيف الفرق حسب الوقت | تصنيف الفرق حسب الوقت              | تصنيف الفرق حسب الوقت | تصنيف الفرق حسب الوقت |        |
| الفريق                | الفريق                             | البلد                 | الوقت                 | السرعة |
| --------------------- | ---------------------------------- | --------------------- | --------------------- | ------ |
| 1.                    | Cibel-Cebon                        | بلجيكا                | 50 س 33 دقيقة 12 ث    |        |
| 2.                    | Nippo-Vini Fantini-Europa Ovini    | إيطاليا               | + 1 دقيقة 30 ث        |        |
| 3.                    | Bennelong-SwissWellness-Cervélo    | أستراليا              | + 1 دقيقة 53 ث        |        |
| 4.                    | Illuminate                         | الولايات المتحدة      | + 2 دقيقة 47 ث        |        |
| 5.                    | Israel Cycling Academy             | إسرائيل               | + 3 دقيقة 41 ث        |        |
| 6.                    | UnitedHealthcare                   | الولايات المتحدة      | + 3 دقيقة 44 ث        |        |
| 7.                    | ويلير تريستينا-سيل إيطاليا         | إيطاليا               | + 4 دقيقة 18 ث        |        |
| 8.                    | Hrinkow Advarics Cycleang          | النمسا                | + 8 دقيقة 49 ث        |        |
| 9.                    | فريق اليابان لركوب الدراجات للرجال | اليابان               | + 21 دقيقة 25 ث       |        |
| 10.                   | Ukyo                               | اليابان               | + 21 دقيقة 57 ث       |        |

## وصلات خارجية
- طواف تايوان 2018 على موقع إحصائيات الدراجات الإحترافية (الإنجليزية)